# Abdolhossein Zarrinkoub
Abdolhossein Zarrinkoub (perz.: عبدالحسین زرین‌کوب ; Borujerd, 17. ožujka 1923. - Teheran, 15. rujna 1999.), iranski je učenjak i profesor te istaknuti poznavalac iranske književnosti, povijesti književnosti, perzijske kulture i povijesti.
Doktorirao je na Sveučilištu u Teheranu 1955. godine. Predavao je na mnogim prestižnim svjetskim sveučilištima, među ostalim na Oxfordu, Sorbonni i Princetonu. Zbog svojih pionirskih radova o iranskoj književnosti, književnoj kritici i komparativnoj književnosti smatra se ocem moderne perzijske književnosti. Zarrinkoubovi istraživački radovi učinili su ga iranistom svjetskog glasa i neprikosnovenim majstorom perzijske književnosti i poezije. Pored stotinu objavljenih članaka, autor je brojnih knjiga na pezijskom, francuskom i engleskom jeziku.
Najpoznatije Zarrinkoubovo djelo je Stupanj po stupanj do susreta s Bogom, koje prati životnu priču perzijskog mislioca, učenjaka i sufijskog pjesnika iz 13. stoljeća Dželaluddina Rumija, poznatijeg kao Hazreti Mevlana.

## Vanjske povezice
- Iranian Researcher -  Abdolhossein Zarrinkoub
- ʻAbd al-Ḥusayn Zarrīnʹkūb (1379 (2000)). Dū qarn sukūt: sarguz̲asht-i ḥavādis̲ va awz̤āʻ-i tārīkhī dar dū qarn-i avval-i Islām (Two Centuries of Silence). Tihrān: Sukhan. OCLC 46632917, ISBN 964-5983-33-9.